# Nowy Kozłów Drugi

Nowy Kozłów Drugi [ˈnɔvɨ ˈkɔzwuf ˈdruɡi] est un village polonais de la gmina de Nowa Sucha dans le powiat de Sochaczew et dans la voïvodie de Mazovie.